# Chwałowice (Rybnik)
Chwałowice (niem. Chwallowitz) – część miasta i dzielnica Rybnika położona na południe od centrum miasta, w latach 1945–1954 siedziba gminy Chwałowice, a w latach 1967–1973 samodzielne miasto. Chwałowice liczą ok. 6860 mieszkańców.

## Nazwa
Według niemieckiego językoznawcy Heinricha Adamy’ego nazwa miejscowości pochodzi od staropolskiej nazwy „chwała” oznaczającej sławę, wielką wartość. W swoim dziele o nazwach miejscowych na Śląsku wydanym w 1888 roku we Wrocławiu wymienia on jako najstarszą zanotowaną nazwę miejscowości Chwalowice podając jej znaczenie „Herrlicher, gepriesener Ort” czyli po polsku „Wspaniała, chwalebna miejscowość”. Niemcy zgermanizowali nazwę na Chwallowitz w wyniku czego utraciła ona swoje pierwotne znaczenie.
Jako osobna miejscowość Chwałowice zostały wymienione w łacińskich dokumentach średniowiecznych w 1228 Falevich oraz 1305 Quelowicz.

## Gospodarka
W dzielnicy znajduje się kopalnia węgla kamiennego KWK „Chwałowice”, Wydział Zamiejscowy w Rybniku Okręgowego Urzędu Miar w Katowicach oraz Sanktuarium św. Teresy od Dzieciątka Jezus.
Na podstawie dekretu PKWN z 31 sierpnia 1944 zostały utworzone miejsca odosobnienia, więzienia i ośrodki pracy przymusowej dla „hitlerowskich zbrodniarzy oraz zdrajców narodu polskiego”. Ministerstwo Bezpieczeństwa Publicznego utworzyło w Chwałowicach obóz pracy nr 32 podlegający Centralnemu Zarządowi Przemysłu Węglowego, który działał przy KWK Chwałowice.
W południowej części znajduje się osiedle familoków z początku XX wieku, 13 lipca 2023 wpisane do rejestru zabytków (nr rej. A/1225/23).
Przewodnicząca Rady Dzielnicy: Magdalena Biernacka-Królik

Przewodniczący Zarządu Dzielnicy: Jędrzej Konieczny

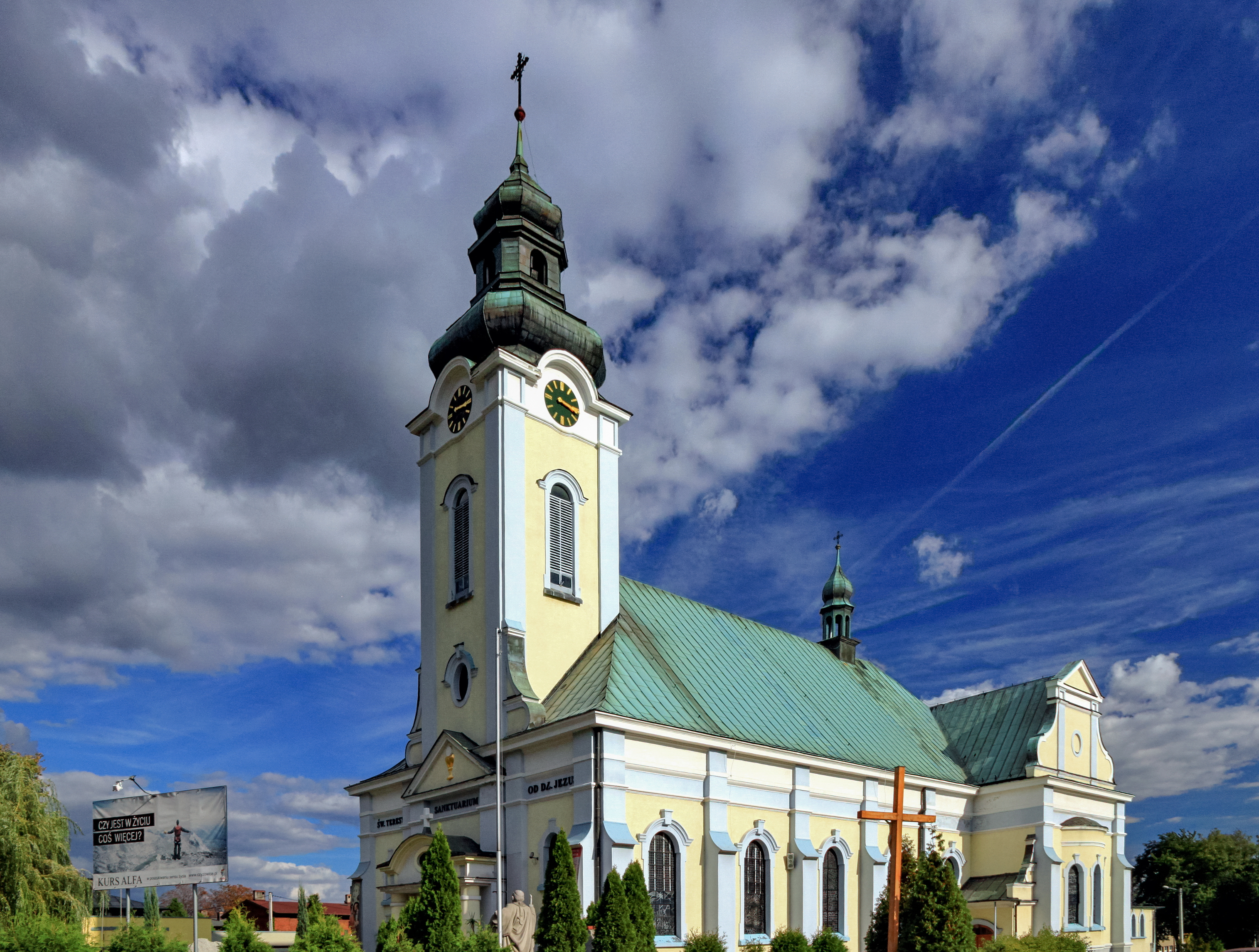
Kościół św. Teresy od Dzieciątka Jezus
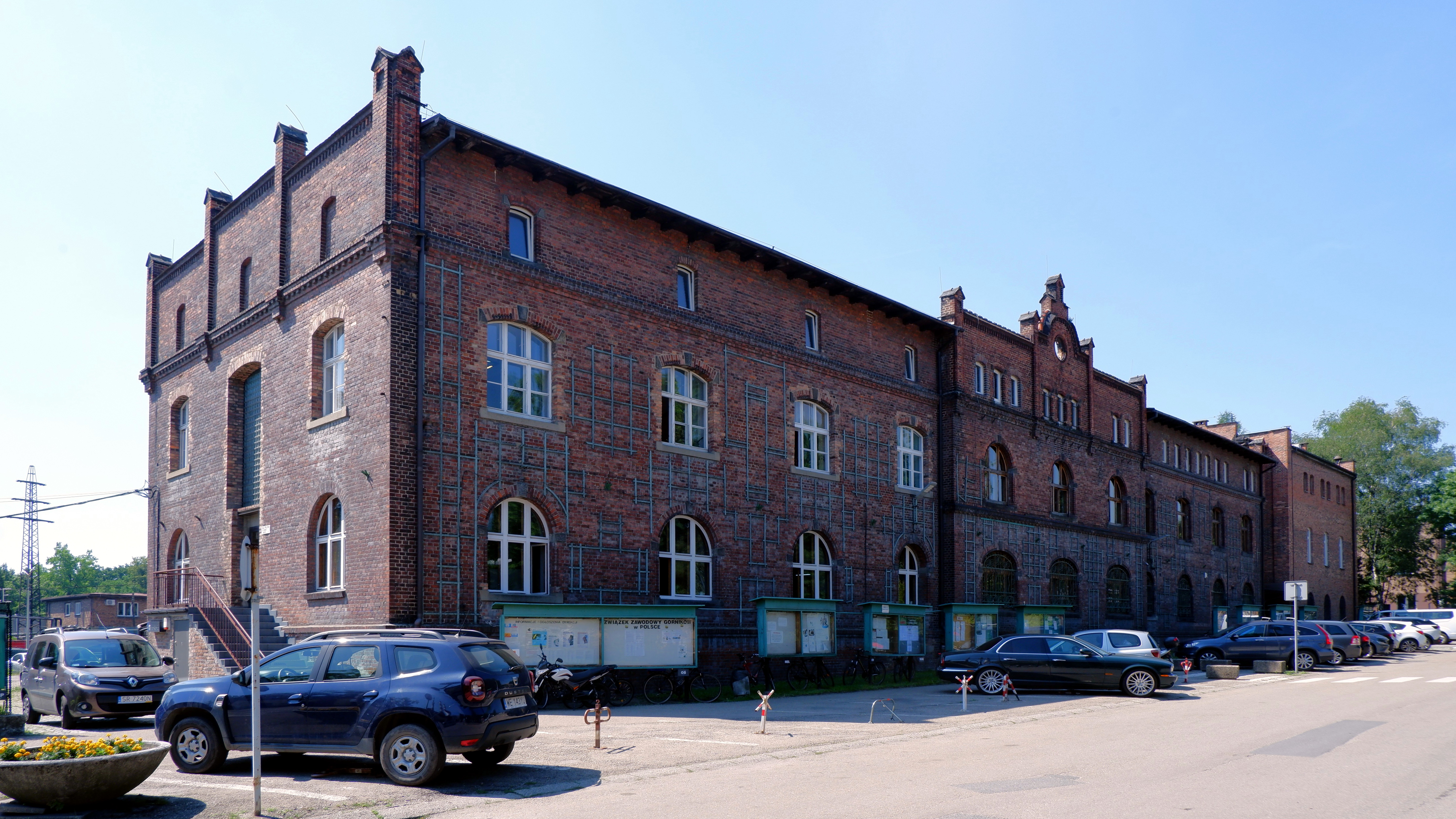
Gmach dyrekcji kopalni Chwałowice
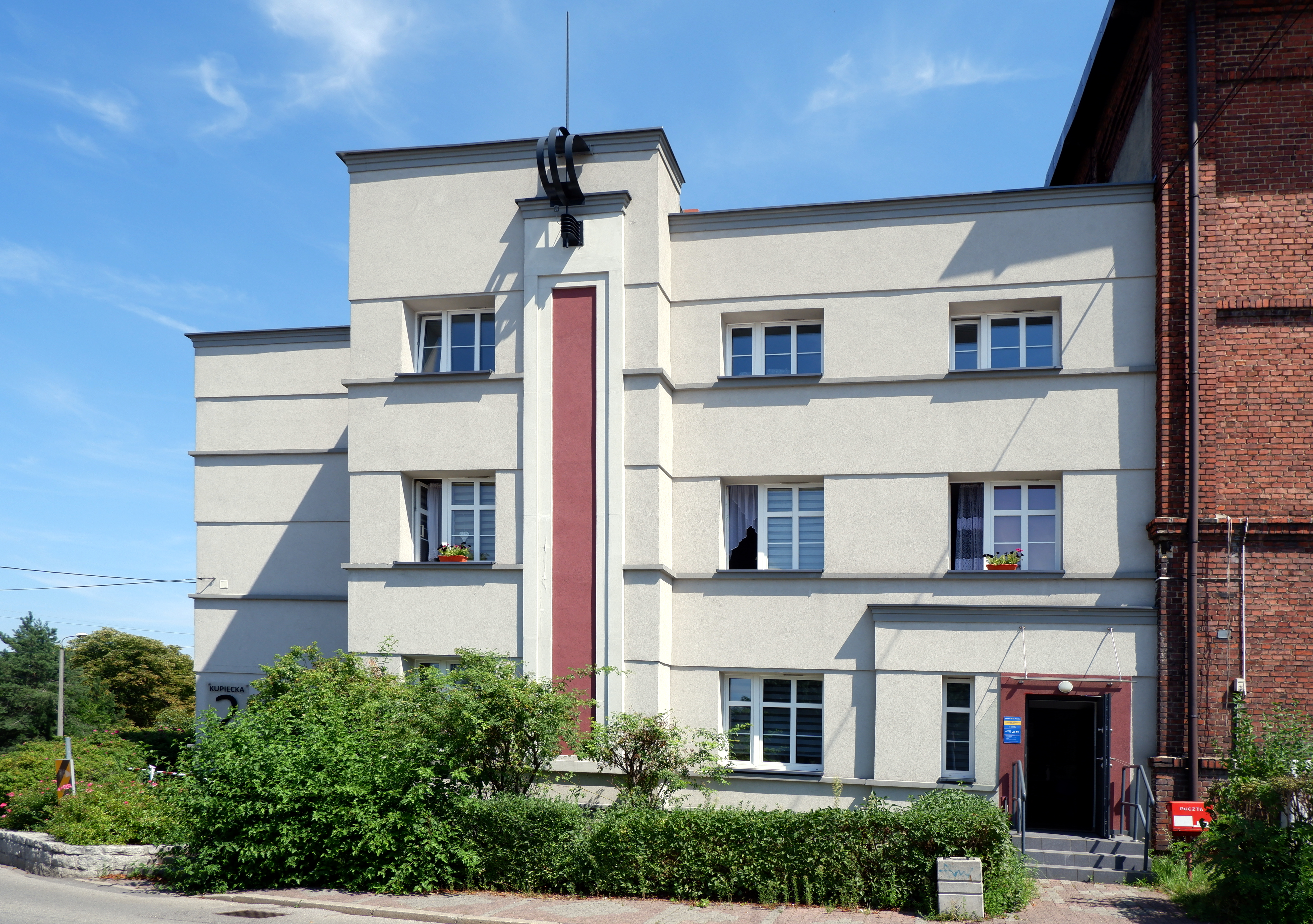
Budynek Ulicy Kupieckiej 2 przy której znajduje się Filia Urzędu Pocztowego nr 1 w Chwałowicach.
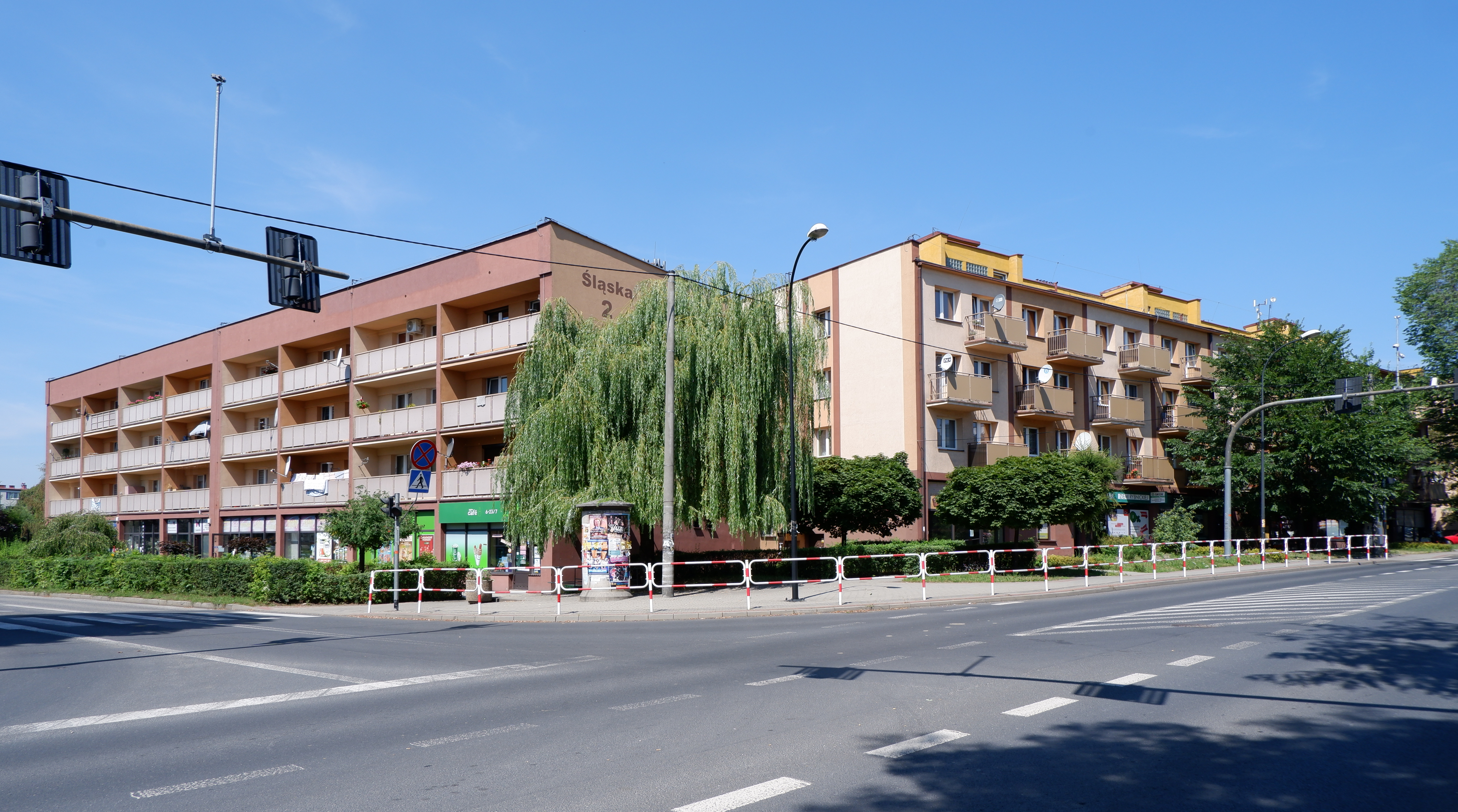
Skrzyżowanie ulic 1 Maja i Śląska
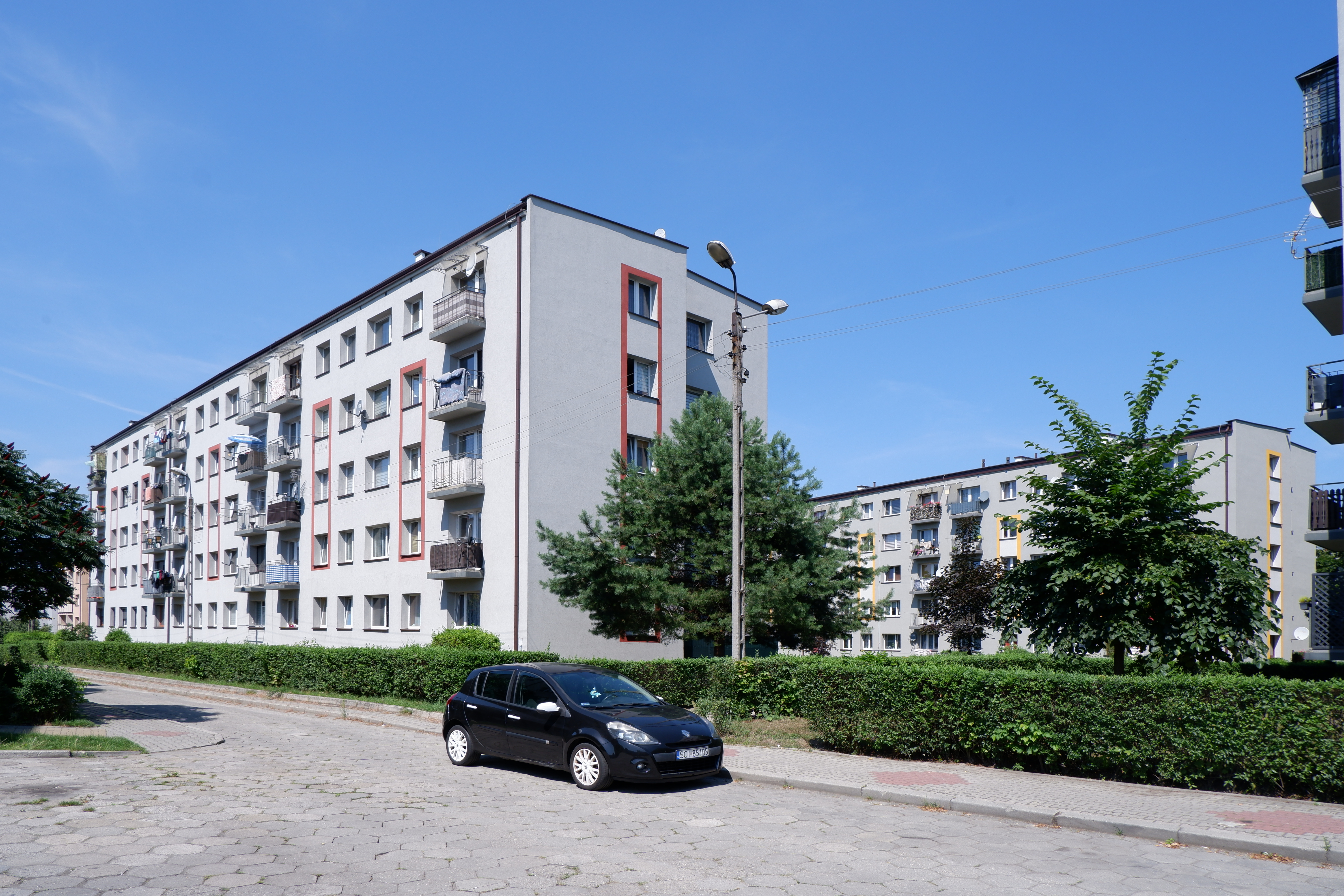
Bloki przy ulicy Pukowca
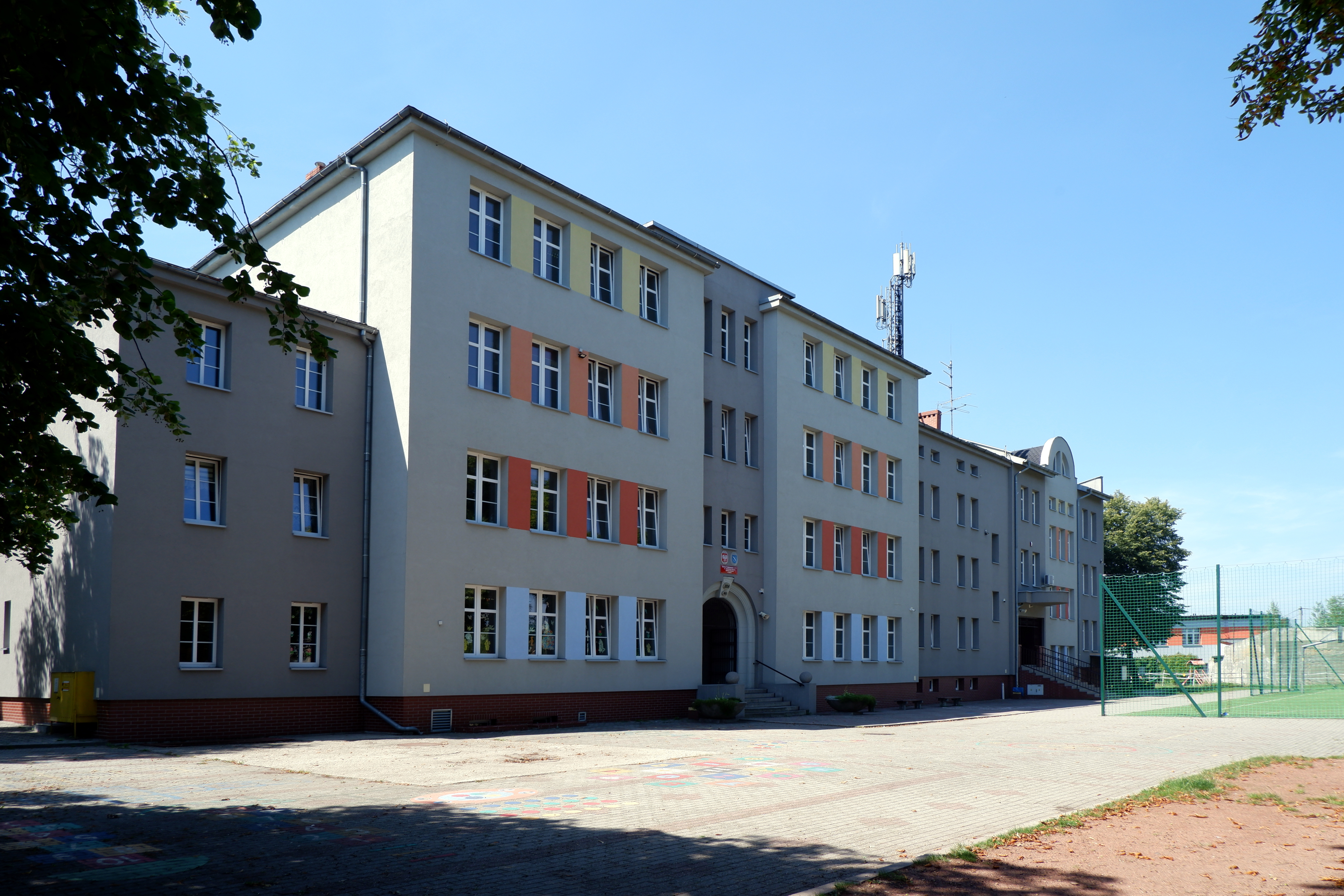
Szkoła Podstawowa nr 13

## Sport
21 września 1919 roku w Chwałowicach utworzone zostało gniazdo najstarszej polskiej organizacji sportowej Polskiego Towarzystwa Gimnastycznego „Sokół”. Działalność rozpoczęło 10 maja 1920 roku i  w momencie tym liczyło 30 członków, a pod koniec roku 42 członków. Koło to podlegało organizacyjnie Towarzystwu Gimnastycznemu „Sokół” w Rybniku i należało do szeregu sekcji gimnastycznych śląskiego Sokoła.
Prezesem organizacji był Antoni Szukalski, naczelnikiem Konstantyn Neuman. W latach 1922-24 działalność została zawieszona. W 1924 roku organizacja otrzymała sztandar. W 1925 roku funkcję prezesa objął Jan Raszyk, sekretarzem był Ewald Rak, skarbnikiem Leopold Kuczera, a naczelnikiem Marcin Franke.
Rozwój działalności Sokoła przerwał w 1939 roku wybuch II wojny światowej. W okresie powojennym nie została reaktywowana ponieważ członkowie oraz sama idea towarzystwa była prześladowana przez władze komunistyczne.